# Miriam Yung Min Stein
Pour les articles homonymes, voir Stein et Miriam Stein.
Miriam Yung Min Stein ou Miriam Stein, née en 1977 à Séoul en Corée du Sud, est une autrice et journaliste allemande.

## Biographie
Miriam Yung Min Stein grandit avec ses parents adoptifs à Osnabrück. Dans son premier livre Berlin – Seoul – Berlin, publié en Allemagne en 2008, elle évoque son adoption et ses origines.
Son livre Die gereizte Frau est classé huitième sur la liste des best-sellers du magazine Spiegel dans la catégorie livre de poche / essai en mai 2022. Il est traduit en français par Jenny Bussek sous le titre Bouffées de chaleur. Briser le tabou de la ménopause.
Miriam Yung Min Stein vit à Berlin et écrit, entre autres, pour le magazine Brigitte, le quotidien Süddeutsche Zeitung et Zeit Online . Elle travaille au magazine Harper's Bazaar depuis 2013.

## Ouvrages
En allemand
- Miriam Yung Min Stein : Berlin – Seoul – Berlin. Auf der Reise zu mir selbst. Krüger, Frankfurt 2008,  (ISBN 978-3-8105-1938-2).
- Grit Schuster, Miriam Yung Min Stein : Erklär mir Liebe – endlich! Männer und Frauen zum Nachrechnen und Verstehen. Knaus, München 2014,  (ISBN 978-3-8135-0539-9).
- Miriam Yung Min Stein : Das Fürchten verlernen. Suhrkamp, Berlin 2016,  (ISBN 978-3-518-46725-1).
- Miriam Yung Min Stein : Die gereizte Frau. Was unsere Gesellschaft mit meinen Wechseljahren zu tun hat. Wilhelm-Goldmann-Verlag, München 2022,  (ISBN 978-3-442-31648-9).
- Sawsan Chebli, Miriam Yung Min Stein : Laut. Warum Hate Speech echte Gewalt ist und wie wir sie stoppen können. Goldmann, Frankfurt 2023,  (ISBN 978-3-442-31706-6).

En français
- Miriam Stein (trad. Jenny Bussek), Bouffées de chaleur. Briser le tabou de la ménopause, Paris, La Découverte - Zones, 2023, 192 p. (ISBN 978-2-35522-210-8)